# رگی لامب
رگی لامب (انگلیسی: Reggie Lambe؛ زادهٔ ۴ فوریهٔ ۱۹۹۱) بازیکن فوتبال اهل بریتانیا است.
از باشگاه‌هایی که در آن بازی کرده‌است می‌توان به باشگاه فوتبال تورنتو، باشگاه فوتبال بریستول راورز، باشگاه فوتبال ایپسویچ تاون، و باشگاه فوتبال منزفیلد تاون اشاره کرد.
وی همچنین در تیم‌های ملی فوتبال Bermuda national under-20 football team و برمودا بازی کرده‌است.